# Кулинівка (зупинний пункт)
Зупинний пункт Кулинівка - не діючий (станом на 2024 рік) зупинний пункт на залізничному напрямі Харків - Льгов, який обслуговував пристанційне селище Кулинівка Борисовського району Бєлгородської області.

## Історія
Станція Кулинівка відкрита в 1911 році як [роз'їзд]] Північно-Донецької залізниці, регулярне місцевий вантажний рух тут розпочався не раніше початку 20-х років ХХ століття. По станції зупинялися як приміські поїзди, які пішли тут у першій половині 30-х років, так і окремі пасажирські поїзди далекого сполучення. 
Назву станції пов’язують із варіантом вимови найменування села Акулинівка, на околиці якої в 1911 році виник означений роз’їзд. Крім того, в околицях є урочище Куликівське. При станції виникло пристанційне селище.
В роки Другої Світової війни станція Кулинівка була вщент зруйнована, і нову станційну будівлю із колійним розвитком почали будувати в 300 м південніше старої станційної площадки, осторонь села, від якого станція отримала назву. 
З початку 2000-х Кулинівка – зупинний пункт, з 2018 року тут відсутнє пасажирське сполучення.